# Sofía Reyes
Pour les articles homonymes, voir Reyes.
Úrsula Sofía Reyes Piñeyro, dite simplement Sofía Reyes, née le 25 septembre 1995 à Monterrey (Nuevo León, Mexique), est une chanteuse et compositrice mexicaine. Elle se fait connaître en 2018 avec sa chanson 1,2,3, en collaboration avec Jason Derulo et De La Ghetto.

## Biographie

### Jeunesse et début de carrière
Sofía Reyes naît le 25 septembre 1995 à Monterrey, ville du nord du Mexique, dans l'État du Nuevo León, et commence à chanter et à jouer du piano à l'âge de dix ans. Elle commence à mettre en ligne des vidéos d'elle reprenant des chansons sur YouTube deux ans plus tard. Ses vidéos suscitent l'intérêt de plusieurs autres personnalités musicales, dont le chanteur latino-américain Prince Royce, qui fait signer Sofía Reyes chez son nouveau label de musique D'León Records, créé en partenariat avec Warner Music Latina afin de « soutenir d'autres jeunes talents dans leur développement ». À l'âge de 12 ans, elle est la première chanteuse à signer et sort son premier single Now Forever avec le rappeur américain Khleo Thomas en 2013.
Sofía Reyes collabore ensuite avec le chanteur portoricain Wisin et le producteur allemand Toby Gad pour co-écrire le single Muévelo, sorti en août 2014. Le single suivant, Conmigo (Rest of Your Life), sort l'année d'après. Le clip de cette dernière chanson voit le chanteur/acteur américain Kendall Schmidt de Big Time Rush et Heffron Drive faire une apparition dans le rôle de l'amoureux de Reyes sur une plage isolée.
Début 2016, Sofía Reyes sort son troisième single, Solo Yo, une chanson qui constitue sa première collaboration chantée avec son mentor Prince Royce. Les deux sont présents dans le clip officiel.

### Gain en popularité

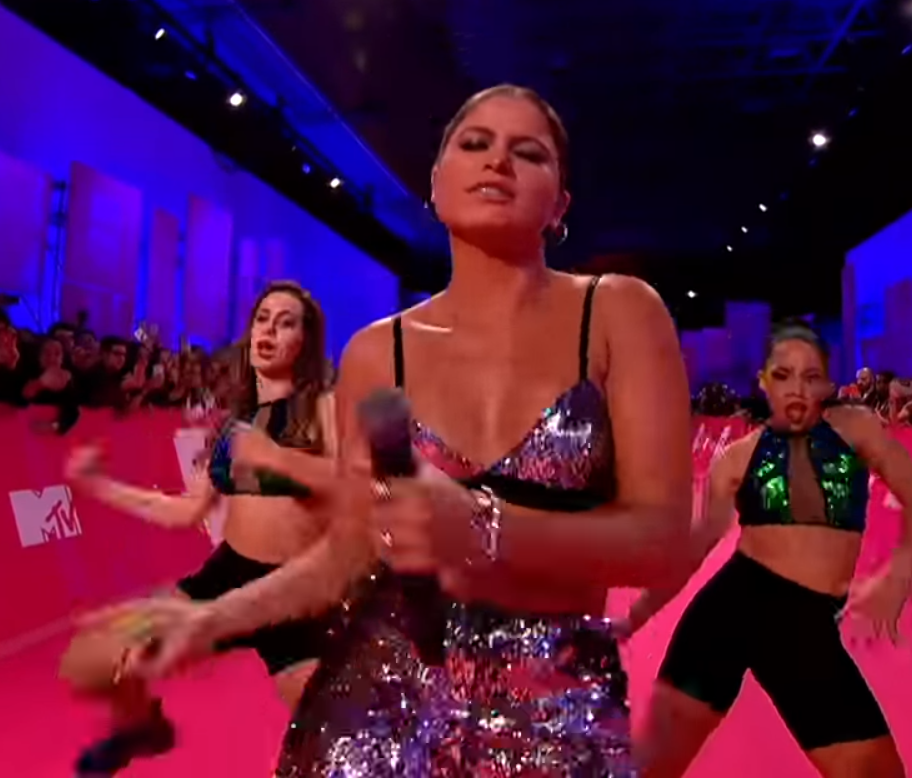
Sofía Reyes interprétant 1, 2, 3 aux MTV European Music Awards 2018 à Bilbao.

En 2018, elle sort une chanson intitulée 1, 2, 3 avec Jason Derulo et De la Ghetto. Un extrait devient viral sur les réseaux sociaux, notamment TikTok, en juillet 2022.
En mars 2019, Sofía Reyes produit R.I.P., avec Rita Ora et Anitta. En mai 2019, le chanteur espagnol Beret sort une version de sa chanson Lo siento (en français : « Désolé »), interprétée en duo avec Reyes,. Le 6 mars 2020, Sofía Reyes collabore avec le musicien américain Lauv, pour la chanson El Tejano de son premier album, How I'm Feeling. Le 19 mai, le clip de la chanson est diffusé pour la première fois, on y voit Sofía Reyes chantant sur scène dans un restaurant mexicain.
Le 26 avril 2020, elle collabore avec Michael Bublé et les Barenaked Ladies sur Gotta Be Patient de Stay Homas avec Judit Nedderman, pour le gala de bienfaisance canadien Stronger Together, Tous Ensemble, en soutien aux banques alimentaires du Canada, aux services de santé, aux travailleurs en première ligne face à la pandémie de Covid-19 et à la mémoire des attaques de 2020 en Nouvelle-Écosse.
En 2022, elle sort son deuxième album : Mal de Amores, qui inclut une version de 1, 2, 3.
Le 12 mai 2023, Sofía Reyes sort le single How You Samba aux côtés du rappeur britannique Tinie Tempah et du trio de DJs Kris Kross Amsterdam.

## Discographie
- 2017 : Louder!
- 2022 : Mal de Amores
- 2023 : Milamores